# M14 (fusil)
Pour les articles homonymes, voir M14.

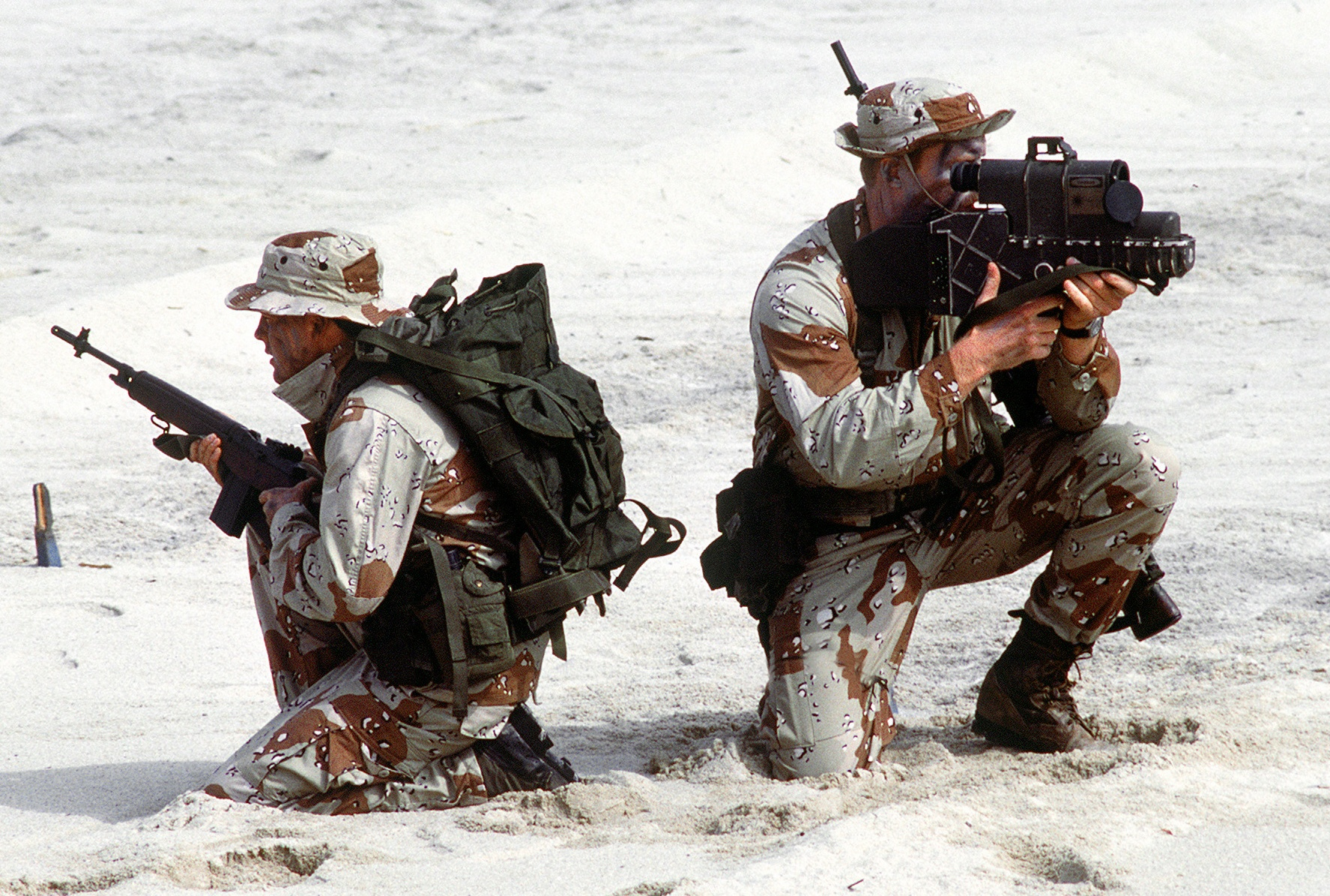
Des Navy SEAL en 1989, l’un armé de M14, à gauche.

Le fusil M14 fut le premier fusil d'assaut de l'US Army, qui l'adopta en 1957 en remplacement du M1 Garand et de la carabine M1. Sa production en masse démarra en 1958 et plus d'un million trois cent mille M14 furent distribués aux forces américaines entre 1959 et 1964.

## Histoire

### Développement

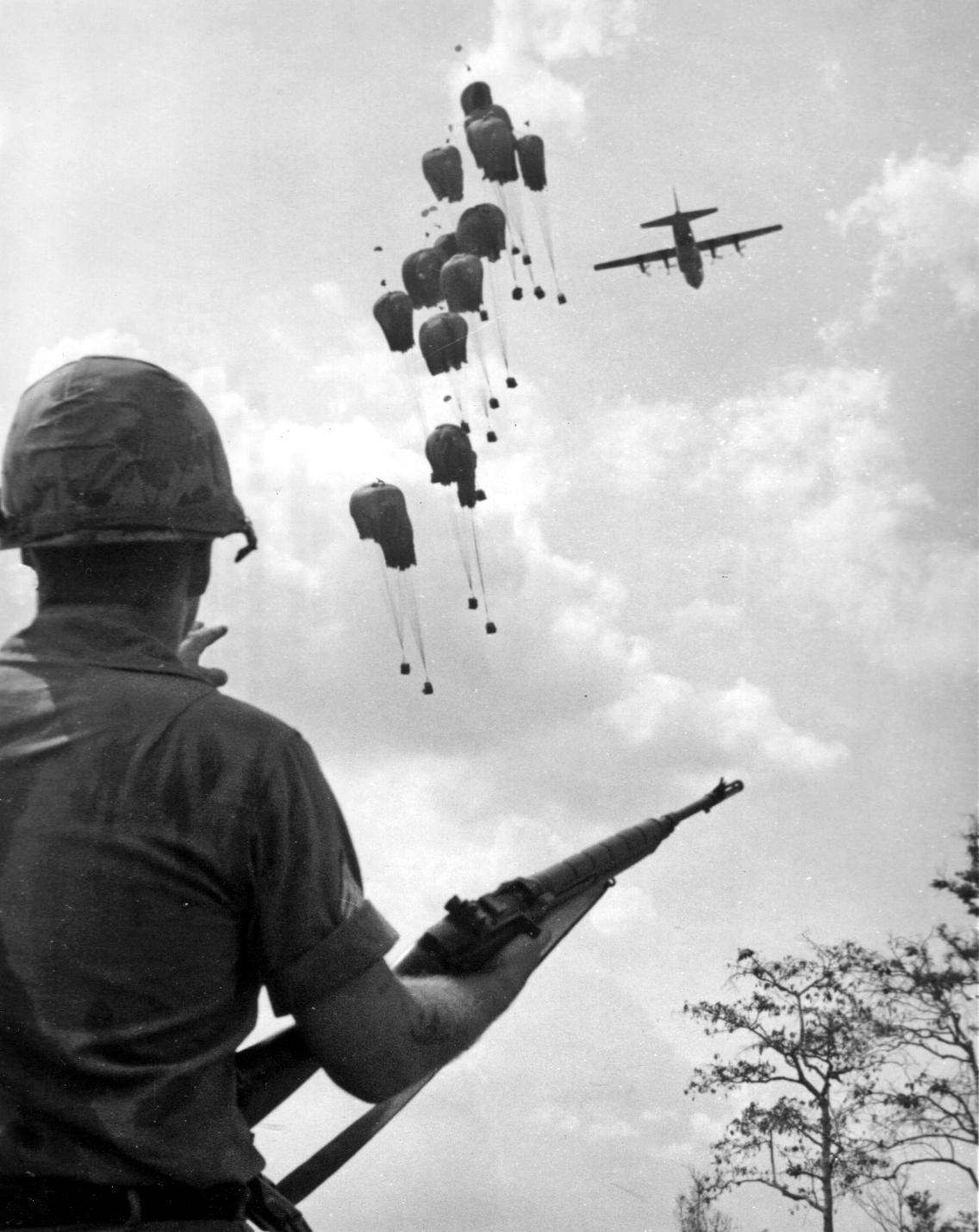
Soldat américain tenant un M14 et regardant des ravitaillement largués au Vietnam, en 1967.

Le M14 a été développé à partir du M1 Garand. Bien que le Garand fût parmi les fusils les plus avancés des années 1930/1940, il n'était pas une arme parfaite. Au crépuscule de la Seconde Guerre mondiale, des modifications progressives ont mené vers la conception du M14. Les changements incluaient l'ajout d'une capacité de tir entièrement automatique et le remplacement du chargement  par lame chargeur de huit cartouches par un chargeur de vingt cartouches. En raison de la puissance de la cartouche de 7,62 × 51 mm, l'arme a été jugée pratiquement incontrôlable en mode automatique, donc la plupart des M14 ont été bloqués en arsenal en mode semi-automatique pour éviter de gaspiller des munitions au combat.
Le M14 a été développé comme substitut à quatre différents systèmes d'armes, le M1 Garand, la Carabine M1, le M3A1 Grease gun et le Browning BAR 1918. On pensait que de cette manière le M14 pourrait simplifier les exigences logistiques des troupes, en limitant les types de munitions et les pièces nécessaires à l'entretien. Il s'est avéré que c'était impossible pour une seule arme de les remplacer tous les quatre. L'arme a même été jugée moins bonne que le Garand M1 de la seconde guerre mondiale dans un rapport de septembre 1962 par le contrôleur de gestion du ministère de la Défense. La cartouche était trop puissante pour un pistolet-mitrailleur et l'arme était trop légère pour servir de mitrailleuse légère à la place du Browning BAR M1918.
Winchester, Remington, et la Springfield Armory employant John C. Garand, ont offert différents concepts. Le concept du Garand, le T20, était le plus populaire, et les prototypes du T20 ont servi de base pour un certain nombre de fusils d'essai Springfield, de 1945 jusqu'au début des années 1950.

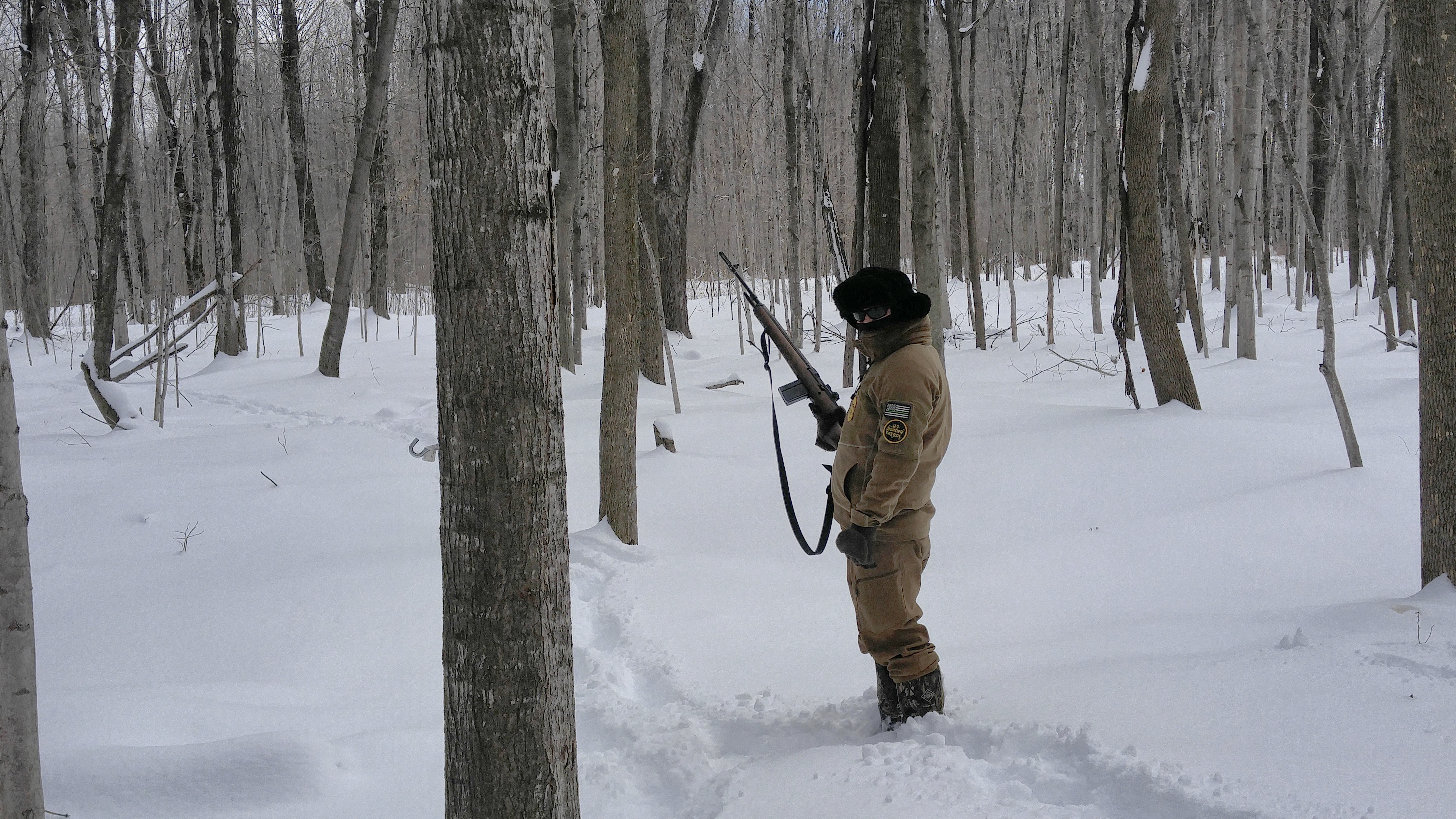
Un agent de la Patrouille frontalière des États-Unis avec un fusil M14 à la frontière canadienne en 2017.

## Dérivés
De nombreux dérivés du M14 existent, notamment des fusils-mitrailleurs et des fusils de précision. En effet le M14 disposait d'un canon d'une très bonne longueur et de cartouches puissantes, qui l'ont rendu tout à fait apte au tir de précision. Ainsi certaines variantes de tir de précision sont encore aujourd'hui utilisées par les armées américaines et servent actuellement en Irak et en Afghanistan.

### Le M21

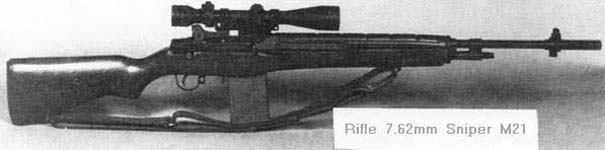
Rifle, 7.62mm, Sniper, M21.

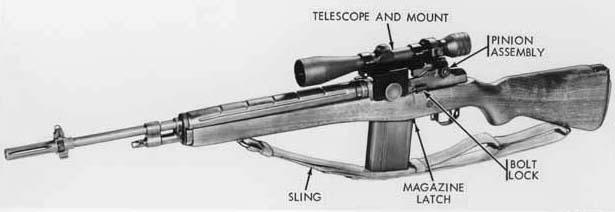
Le M21.

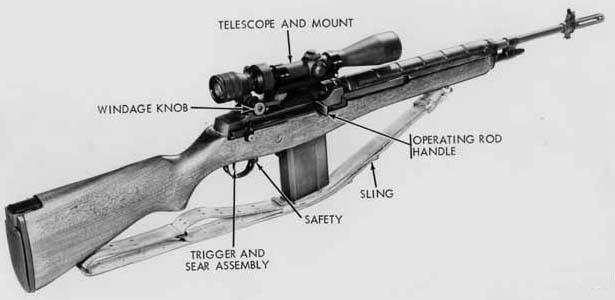
Le M21.

Le M16 remplaça les M14, mais le besoin d'un fusil de précision pour remplacer les vieux Garand M1C/D et autres Winchester 70 pendant la guerre du Viêt Nam conduisit l'US Army à se doter d'un M14 modifié pour cet usage, notamment par l'ajout d'une lunette de visée, et nommé « Rifle, 7.62mm, Sniper, M21 ». L'arsenal de Rock Island modifia 1 435 M14NM en XM21 en 1969. Bien qu'il n'ait été officiellement appelé M21 qu'en 1975, les XM21 avaient été couramment appelés M21 (sans le X) depuis décembre 1969. Capable de tirs précis jusqu'à environ 700 m, il fut le principal fusil de précision de l'US Army du Viêt Nam jusqu'à son remplacement par le M24 à partir de 1988. Quelques-uns sont encore en service dans la Garde nationale et dans les unités OPFOR du Joint Readiness Training Center de Fort Polk (Louisiane). Hormis les versions modifiées au sein de certaines forces spéciales et des OPFOR, le M21 n'est plus en dotation dans les unités d'active aujourd'hui.
- Base : M14NM (National Match)
- Encombrement: 119 cm/5,3 kg
- Crosse : crosse de M14 en bois, par la suite remplacée par une en fibre de verre
- Lunette : Leatherwood 3X-9X ART (Adjustable Ranging Telescope)
- Organes de visée : hausse du M14
- Munition : US M118

### Le XM25 / M25
Le XM25 / M25 est un M21 amélioré destiné aux forces spéciales américaines. À l'origine il fut conçu au sein du 10th Special Forces Group à Fort Devens, pour servir au sein des forces spéciales comme arme destinée aux observateurs des équipes de tireurs d'élite, et pour le tir de précision en combat urbain.
L'USSOCCOM a appelé ce programme Light Sniper Rifle, également connu sous les noms de Sniper Security System et Product Improved M21. Le fusil a été appelé à la fois XM25 et M25 dans les documents de l'US Army et de l'US Navy, et on ne sait pas avec certitude si le nom de M25 est incorrect (comme pour le M21 dans la période 1969-1975) ou s'il a officiellement été renommé M25. Un lance-grenades avec la même désignation, le XM25 Individual Airburst Weapon System (IAWS) mais n'ayant aucun rapport avec ce fusil doit entrer en service en 2012.
Très proche du M21, le M25 s'en distingue par une crosse en fibre de verre, des modifications de la mécanique et un montage permettant de monter diverses lunettes.
Mis en service en 1991, le M25 fut utilisé par les United States Army Special Forces (bérets verts) et les Navy SEALs, notamment pendant la guerre du Golfe. Il semble que c'était aussi l'arme du Sergeant First Class Randall 'Randy' D. Shughart de la Delta Force, tué à Mogadiscio lors des combats du 3 octobre 1993. Il ne fut pas utilisé par les forces conventionnelles de l'US Army, qui remplacèrent leurs M21 par des M24 à partir de 1988. Ce fusil devait être une arme de transition, mais si les SEAL ont probablement remplacé leurs M25 par les Mk.11 Mod 0, les bérets verts ne semblent pas avoir adopté d'autres fusils de précision semi-automatiques en remplacement.
- Base : M14NM (National Match) modifié par l'ajout d'un piston à gaz spécial et d'un guide de ressort National Match.
- Canon : canon de M21 standard ? (qualité match, 22", pas de 1:11 pouces)
- Détente : détente militaire à deux étages, réglée à 4 1/2 livres (2,04 kg)
- Crosse : crosse McMillan M1A en fibre de verre (même forme que celle du M14)
- Montage : BPT (Brookfield Precision Tool) Advanced Scope Mounting System
- Optiques : généralement lunette Bausch & Lomb Tactical 62-1040 en 10 x 40 mm.

Les fusils des SF ont parfois reçu des Leupold Ultra MK4 M1 et M3, et ceux des SEAL ont eu dans certains cas des Leupold MK4 et VariX-III LR M3.
- Organes de visée : Hausse et guidons dérivables en hauteur et vers les côtés.
- Suppresseur : des suppresseurs de la marque OPS Inc. ont parfois été utilisés.
- Munition : calibre 7,62 × 51 mm OTAN.

### Le DMR
Le USMC DMR (United States Marine Corps Designated Marksman Rifle) de l'US Marine Corps est une version modifiée du M14 destinée aux "Designated Marksman", c'est-à-dire des tireurs d'appui des groupes de combat, comme arme intermédiaire entre les M16 de l'infanterie et les M40 des snipers.
- Base : M14
- Canon : canon Match de 22 pouces (56 cm) en acier inoxydable, qui est nettement plus large que le canon du M21. Ces canons proviennent de deux principaux fournisseurs, Kreiger Barrels, Inc. and Mike Rock Rifle Barrels, Inc. Les DMR ont un frein de bouche de M14 ; depuis la guerre d'Afghanistan, un certain nombre de DMR ont été équipés de freins de bouche de OPS, Inc. fileté pour accepter un silencieux.
- Détente : détente de M14 ?
- Crosse : crosse McMillan Tactical M2A en fibre de verre en couleur verte OD Green. Cette crosse a une poignée-pistolet et un appui-joue ajustable.
- Montages : un rail Picatinny MIL-STD-1913 de GG&G Armament Arizona, ce qui permet de fixer un grand nombre d'optiques.
- Optiques : lunettes Leupold Mark 4 MR/T 3-9 x 36 mm (appelées TS-30 dans les forces américaines), systèmes de vision nocturne AN/PVS-10 et AN/PVS-17, parfois des Leupold MK4 10 x ou Unertl 10x des fusils M40.
- Organes de visée : hausse et guidon de M14 ?
- Silencieux : un silencieux OPS, Inc. 12th model PSS (Precision Rifle Suppressor) peut se fixer sur les DMR dotés du frein de bouche adéquat.
- Munition : M118LR de 175 grains

### Autres dérivés

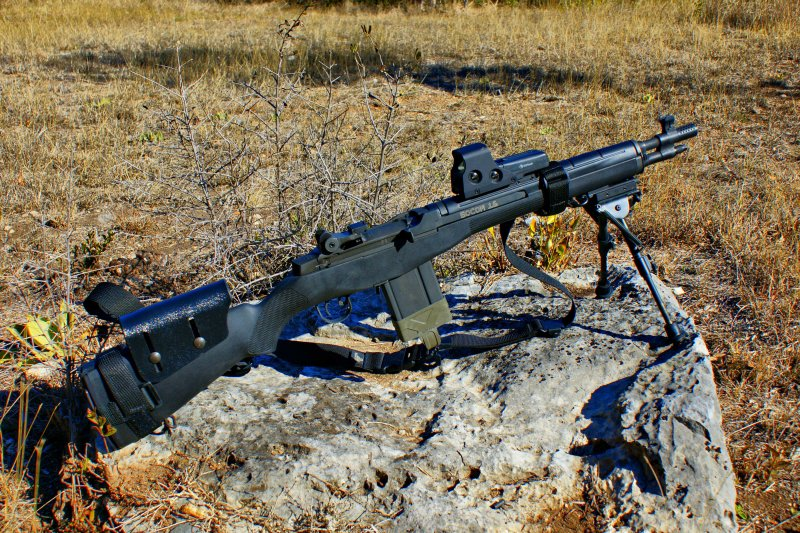
Le SOCOM 16 : la dernière version du M14 présentée par Springfield Armory, Inc.

#### Versions de l'État américain
- M14E1, M14A1, M15 : versions fusil-mitrailleur du M14
- M14NM (National Match) de compétition
- M14 SMUD : version à lunette grand angle destinée aux démineurs pour faire exploser les mines et projectiles non explosés. Parfois appelée M14 EOD.
- Mk 14 Enhanced Battle Rifle (en) (parfois M14 EBR) (Enhanced Battle Rifle) : version destinée aux forces spéciales, possédant 4 rails picatinny, une poignée pistolet et une crosse rétractable. Son encombrement minimum passe à 90 cm crosse rétractée pour 5,2 kg (arme vide).
- M14 SOPMOD : version à lunette et crosse en plastique avec rails Picatinny, développée pour les forces spéciales. Il est en service notamment dans la 82nd Airborne Division.

#### Versions de compagnies privées
- M1A Standard/ Loaded/ National Match, Super Match/Scout Squad, M21, M25, SOCOM 16 et SOCOM II: nom donné par la Springfield Armory à ses modèles. Ces fusils très populaires aux États-Unis mesurent 97 cm à 1,12 m selon la longueur du canon (41,46 et 56 cm). Leur masse varie aussi de 4 à 5 kg selon la version. Ils sont alimentés par des chargeurs de 5/10/20/25 coups. Le M1A National Match est visible dans le film Jack Reacher (notamment dans les mains de l'ancien Marine Cash joué par Robert Duvall).
- M14K : version courte de LaFrance Specialties.
- M36 SWS : fusil de précision de la firme israélienne Serdius, utilisant une mécanique de M14 dans une configuration bullpup.
- M89SR : version améliorée du M36 SWS par la firme israélienne Technical Equipment International.
- Ruger Mini-14 : carabine, produite par Ruger, reprenant la mécanique du M14 et les formes et dimensions de l'US M1 mais chambrée en calibre 5,56 mm OTAN.
- Carabine AMD : version du Mini-14 produite à la demande de la France pour les forces de l'ordre françaises (CRS) ainsi que l'administration pénitentiaire jusqu'en 2012, pour l'équipement des miradors.
- NORINCO M14 : copie du M14 fait en Chine par Norinco.
- France Armes M14 FA : amélioration du M14 par l'ajout de la crosse tactique EBR et la diminution de la longueur du canon à 18,5 pouces. Version conçue pour répondre aux besoins du C.O.S. M14 FA

## Service
Le M14 a été remplacé par le M16 à la fin des années 1960. Il a été massivement distribué aux GI et aux soldats de l'ARVN lors de la guerre du Viêt Nam. À partir de 1968, il est adopté par Taïwan qui reçoit d'abord des fusils des États-Unis (plus de 173 000 armes) puis fabrique sous licence grâce à l'achat des machines-outils plus d'1 million de Type 57. Le M14 a été également livré à plusieurs pays latino-américains (Colombie, Costa Rica, Équateur, Haïti, Honduras, Nicaragua, Puerto Rico, République Dominicaine et Venezuela), africains (Maroc et Zimbabwe) et asiatiques (Corée du Sud, Israël, Jordanie, Liban et Philippines) soutenus par Washington dans les années 1970. Récemment[Quand ?], l'US Marine Corps l'a réemployé lors de la guerre en Irak. Le M21 a une diffusion plus restreinte puisqu'il équipa seulement au Honduras et la Tunisie en dehors des GI.
On retrouve cette arme au cours de l'Invasion de l'Ukraine par la Russie.

### Utilisateurs
- Un soldat du 325e Airborne Infantry Regiment avec un M14 EBR. Argentine : utilisé par les soldats argentins de la Compagnie C, Régiment Spécial de Infanteria 25 durant la guerre des Malouines.

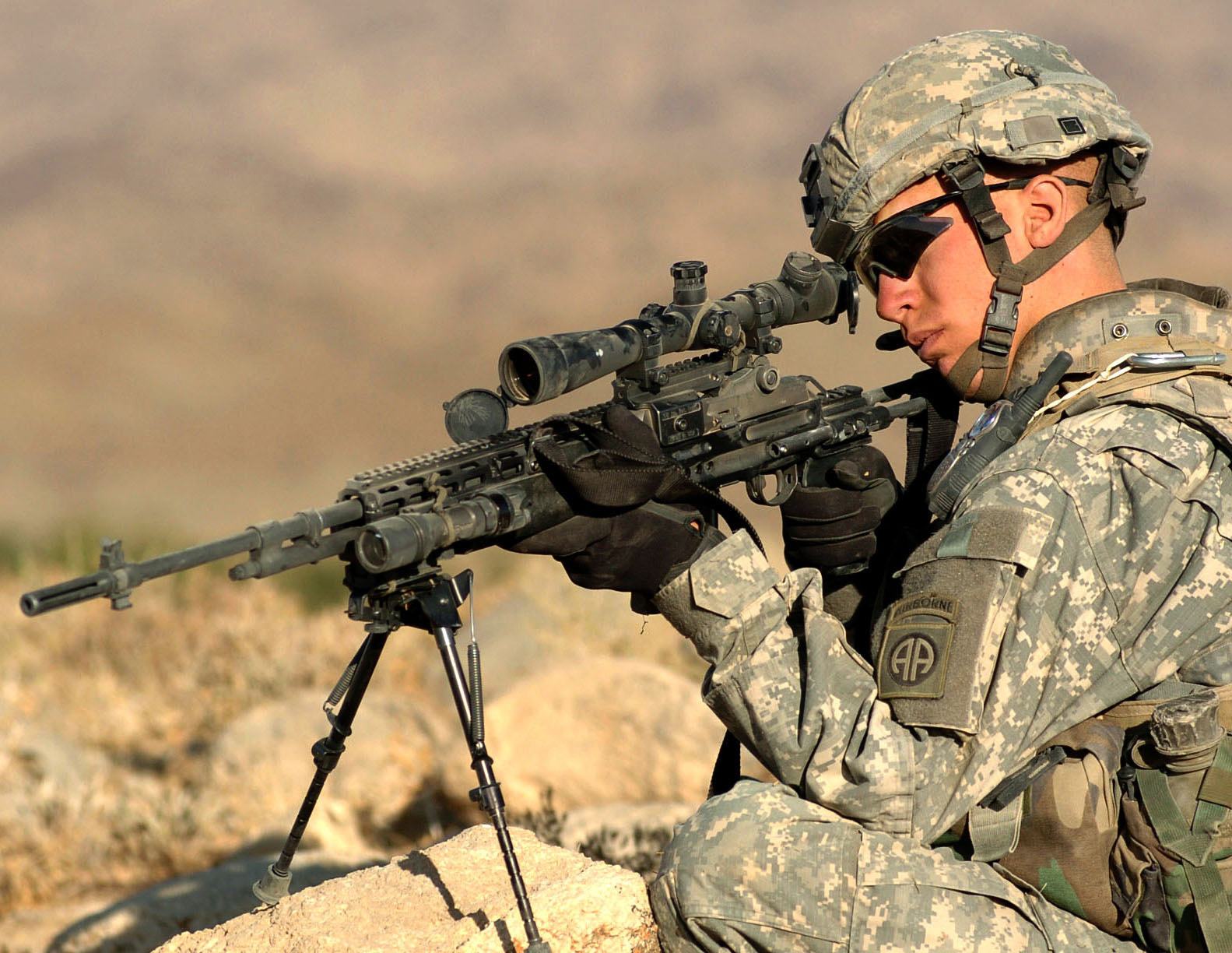
Un soldat du Airborne Infantry Regiment avec un M14 EBR.

- Australie : utilisé par les troupes SAS australiens durant la guerre du Viêt Nam.
- Chine : réalisé par Norinco et Poly Technologies pour l'export, sous le nom de M14S, ainsi qu'une version en semi-auto M305.
- Colombie
- Corée du Sud : utilisation limitée pendant les gardes d'honneur.
- Costa Rica
- République dominicaine
- Équateur
- Estonie : utilisé par les troupes estonienne avec une version modifiée appelée Täpsuspüss M14-TP (fusil de précision M14-PR).
- États-Unis : Utilise le M14SE, fabriqué par Smith Enterprise, pour les tireurs d'élite. Utilise aussi des versions modifiés M14s comme le M14 DMR.
- Éthiopie
- Grèce
- Haïti : utilisé par les forces de sécurité haïtiennes et les rebelles pendant la rébellion de 2004.
- Honduras : vu aux mains des rebelles en 2003.
- Islande
- Israël : utilisé comme fusil de précision avec quelques modifications sous le nom de M89SR.
- Lettonie
- Liban : utilisé par la milice chrétienne pendant la guerre du Liban.
- Lituanie : modification locale par Koncernas Pergale sous le nom de M14L1.
- Malaisie : utilisations mineures
- Niger
- Philippines : utilisé par les forces armées des Philippines et principalement par la nouvelle armée du peuple.
- Pologne : utilisé par les FORMOZA
- Salvador
- Taïwan : fabriqué sous licence comme le Type 57.
- Turquie
- Venezuela
- Sud Viêt Nam
- Viêt Nam : Utilisé après la fin de la guerre du Viêt Nam.